# Richard Ditting
Die Richard Ditting GmbH & Co. KG (kurz Ditting) ist ein mittelständisches, in fünfter Generation inhabergeführtes Bauunternehmen mit Hauptsitz im schleswig-holsteinischen Rendsburg sowie einer Niederlassung in Hamburg. Als Generalunternehmer und Projektentwickler realisiert Ditting mit rund 280 Mitarbeitern Großprojekte in  Norddeutschland – sowohl komplette Wohnquartiere, als auch einzelne Wohn- und Geschäftsgebäude. In der Projektentwicklung greift das Unternehmen auf die gesamte interne Wertschöpfungskette von Entwicklungs- und Baukompetenz sowie interdisziplinärer Expertise zurück.

## Geschichte
1879 als Baubetrieb für Neubauten und Reparaturarbeiten vom Maurermeister Hermann Michels gegründet, übergab dieser die Leitung des Unternehmens 1912 an seinen Schwiegersohn Richard Ditting, der es als „Firma Richard Ditting, Rendsburg“ in der Region etablierte.

## Tätigkeitsfelder und Aufbau
Ditting ist als eigenständiger Projektentwickler oder als Generalunternehmer bzw. Generalübernehmer für die Realisierung kompletter Wohnquartiere, Wohnensembles, Geschäftsgebäude und Hotels tätig. Das Bauunternehmen arbeitet nach den Prinzipien des Lean Construction. 2010 baute Ditting erstmals ein Gebäude nach dem „Gold-Standard“ der Deutschen Gesellschaft für Nachhaltiges Bauen (DGNB). Es folgten mehrere Bauten (z. B. OxPark 2019), die die strengen DGNB-Kriterien erfüllen; ferner vermag Ditting auch andere Zertifizierungen, etwa das US-amerikanische LEED-System oder das deutsche Qualitätssiegel Nachhaltiger Wohnungsbau, zu erfüllen. Die Baustellen werden z. B. mit Ökostrom betrieben, und Ditting unterstützt diverse Projekte, welche nicht nur einen effizienten Umgang mit Rohstoffen und Energie, sondern viele weitere ökologische, ökonomische und soziale Aspekte im Blick haben.
Zu den Leistungen gehören:
- Generalunternehmer | Generalübernehmer
- Hochbau
- Projektentwickler
- Mietwohnungsbau
- Geförderter Wohnungsbau
- Eigentumswohnungsbau
- Gewerbebau/Hotelbau
- Sanierung und Modernisierung
- Schlüsselfertigbau

Bekannte Gebäude, die DITTING fertiggestellt hat, sind unter anderem:
- „IPANEMA“ (Wohn- und Geschäftshaus in Hamburg-Winterhude / City Nord)
- Pergolenviertel (Wohnquartier in Hamburg, Baufelder 2b, 3b)
- Dockland (Bürogebäude im Hafen Hamburg)[1]
- Elbkant (Wohnungen in der HafenCity Hamburg)[2]
- Stadthafenquartier (Berlin, Baufelder 10, 11, 12)
- Neue Rabenstraße (Bürogebäude in Hamburg)
- Klockmannhaus (Sanierung, nahe Hauptbahnhof Hamburg)
- Kaisergalerie (Sanierung in der Innenstadt Hamburg)
- Sartori + Berger Speicher (Kiel)

Ditting wurde bereits 2020 und 2022 für seine familienfreundliche Personalpolitik mit dem Hamburger Familiensiegel ausgezeichnet. Das Unternehmen bietet neben einer eigenen Ditting Akademie, in der alle Mitarbeiter einzeln und in Gruppen geschult werden können, ein umfangreiches Onboarding-Programm für neue Mitarbeiter an. Gewachsen ist der Bereich Unternehmensentwicklung, der sich u. a. der umfangreichen Digitalisierung und neuen Trends im Bauwesen widmet.
Aktuell (2023) beschäftigt Ditting an den Standorten Hamburg und Rendsburg zirka 30 Auszubildende. Zurzeit angebotene Ausbildungsberufe:
- Maurer
- Beton-/Stahlbetonbauer
- Land- und Baumaschinenmechatroniker
- Industriekauffrau/Industriekaufmann
- Fachinformatiker/Fachinformatikerin für Systemintegration
- Bauingenieur/Bachelor of Engineering im dualen Studium in Hamburg

## Belege
1. ↑  Dockland
2. ↑  Elbkant
3. ↑  Familienfreundliche Personalpolitik
4. ↑  Hamburger Familiensiegel